# Оттон IV фон Виттельсбах
Оттон IV фон Виттельсбах (умер 4/5 августа 1156) — граф Шайерна и пфальцграф Виттельсбаха с 1123 года. Сын Оттона III фон Шайерна.
Некоторые историки считают Оттона III и его сына Оттона IV одним человеком — Оттоном IV (Оттон III у них — граф Отто фон Шайерн, сын умершего в 1101 году Бернхарда фон Шайерна, брата Эккехардта I). Однако в Europäische Stammtafeln разделяют их, потому что первый герцог Баварии из рода Виттельсбахов Оттон I не мог быть сыном человека, родившегося в 1080-е годы, так как он женился в 1156/1158 году. Слишком большой промежуток между этими датами.
Оттон IV был женат (с ок. 1116) на Хейлике фон Ленгенфельд (ум. 1170), дочери Фридриха III фон Петтендорф-Ленгенфельд-Хофеноэ. После смерти тестя (1119) унаследовал Ленгенфельд, который сделал своей резиденцией, и другие владения в Нордгау.
Дети:
- Герман, умер в детском возрасте
- Оттон I (ум. 1183), герцог Баварии
- Конрад фон Виттельсбах (ум. 1200), кардинал, архиепископ Майнца
- Фридрих II (ум. 1198/1199), пфальцграф фон Вёрт (1156) и фон Ленгенфельд (1165)
- Ульрих (ум. 1160), пробст в Иннихене
- Оттон VII (ум. 1189), пфальцграф Баварии с 1180
- Гедвига (ум. 16 июля 1174), муж — граф Бертольд II фон Андекс
- Адельгейда, муж — ландграф Оттон II фон Штефлинг.